# Liste der Biografien/Sches
Liste der Biografien |
Portal Biografien |
Personensuche
# |
A |
B |
C |
D |
E |
F |
G |
H |
I |
J |
K |
L |
M |
N |
O |
P |
Q |
R |
S |
T |
U |
V |
W |
X |
Y |
Z |
?
 
Sa |
Sb |
Sc |
Sd |
Se |
Sf |
Sg |
Sh |
Si |
Sj |
Sk |
Sl |
Sm |
Sn |
So |
Sp |
Sq |
Sr |
Ss |
St |
Su |
Sv |
Sw |
Sy |
Sz
 
Sca–Sce |
Sch |
Sci–Scz
 
Scha |
Schc |
Schd |
Sche |
Schg |
Schi |
Schj |
Schk |
Schl |
Schm |
Schn |
Scho |
Schp |
Schr |
Schs |
Scht |
Schu |
Schv |
Schw |
Schy
 
Scheb |
Schec |
Sched |
Schee |
Schef |
Scheg |
Scheh |
Schei |
Schej |
Schek |
Schel |
Schem |
Schen |
Schep |
Scher |
Sches |
Schet |
Scheu |
Schev |
Schew |
Schex |
Schey
Die Liste der Biografien führt alle Personen auf, die in der deutschsprachigen Wikipedia einen Artikel haben. Dieses ist eine Teilliste mit 35 Einträgen von Personen, deren Namen mit den Buchstaben „Sches“ beginnt.

## Sches

### Schesa
- Schesaeus, Christian († 1585), siebenbürgisch-sächsischer Pfarrer der evangelisch-augsburgischen Kirche, Geschichtsschreiber und Dichter

### Schesc
- Schesch, Stephan (* 1967), deutscher Filmproduzent
- Scheschai, biblische Person
- Scheschareg, Steven (* 1976), amerikanisch-österreichischer Opern-, Operetten-, Musical-, Lied- und Konzertsänger (Bassbariton)
- Scheschet, Rab, Amoräer
- Scheschi, altägyptischer König der 14., 15. oder 16. Dynastie
- Scheschkil, Inna (* 1971), sowjetische, dann kasachische und spätere belarussische Biathletin
- Scheschkowski, Stepan Iwanowitsch (1727–1794), russischer Geheimrat und Untersuchungsbeamter unter Katharina II.
- Scheschonka, Wiebke, deutsche Theaterschauspielerin und Sprecherin für Hörspiel und Synchron
- Scheschonq I., Begründer und 1. Pharao der 22. DynastieScheschonq I.

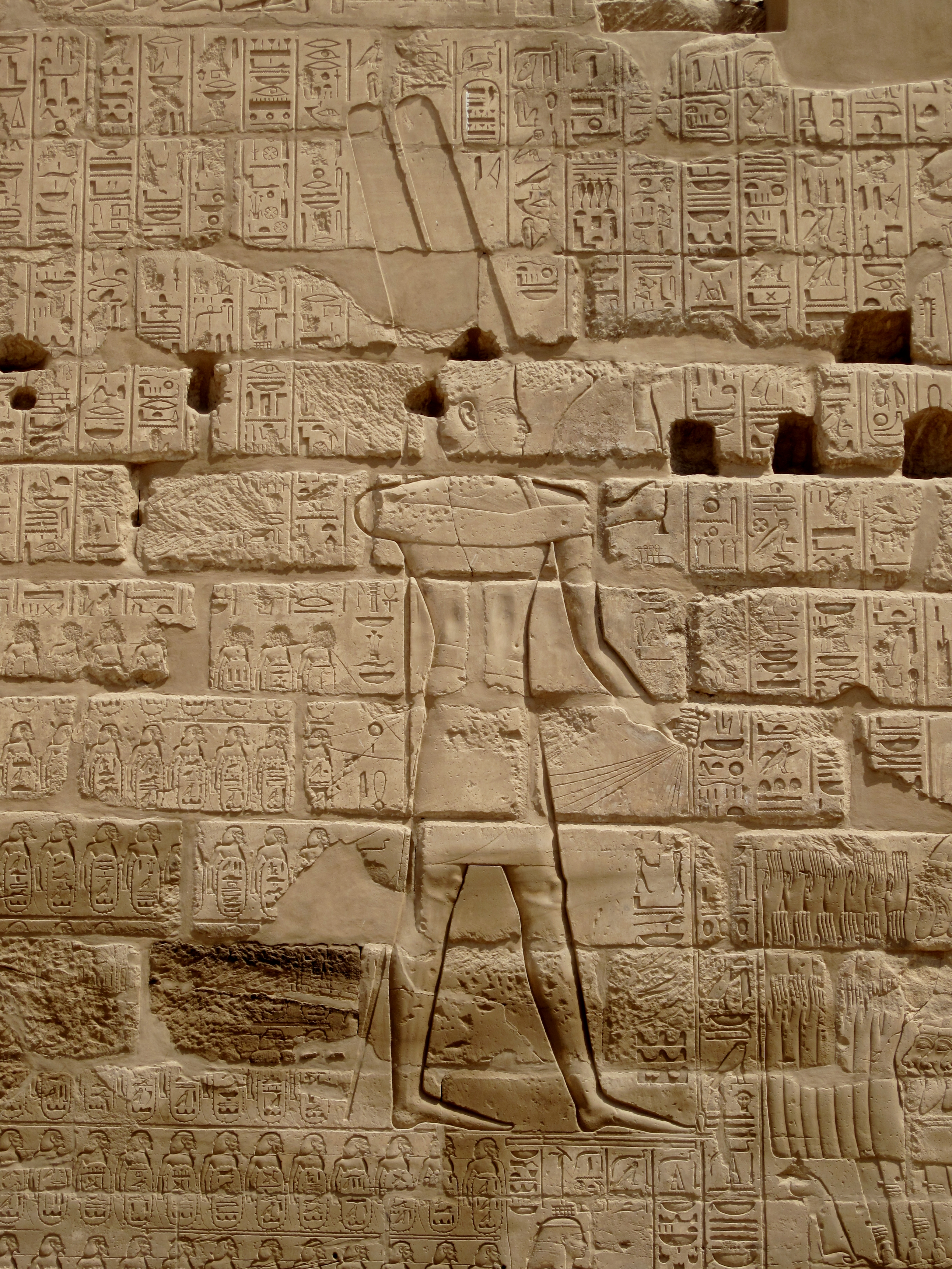
Scheschonq I.

- Scheschonq II., Hohepriester des Amun in Theben und wohl kurzzeitig Mitregent seines Vaters Osorkon I.
- Scheschonq III., 7. Pharao der 22. Dynastie
- Scheschonq IV., Pharao der 23. Dynastie im alten Ägypten (um 805–790 v. Chr.)
- Scheschonq V., gilt traditionell als der 9. Pharao der 22. Dynastie, wenn man den Neuansatz von D. A. Aston berücksichtigt, ist er der 4. bzw. 5. Pharao der 22. Dynastie

### Schese
- Schesepankhenamen Setepenre, nubischer König

### Schesk
- Scheske, Ulrich (1915–1994), deutscher Diplomat

### Schess
- Schessler, Alexander (* 1985), kasachischer Biathlet

### Schest
- Schestag, Eva (* 1963), deutsche Sinologin und Übersetzerin
- Schestak, Bruno C. (1903–1950), sudetendeutscher Komponist und Dirigent
- Schestak, Jurij (* 1993), ukrainischer Amateurboxer
- Schestak, Will (1918–2012), deutscher Porträtmaler, Zeichner und Lithograf
- Schestakow, Afanassi Fedotowitsch (1677–1730), russischer Offizier und Entdecker
- Schestakow, Arkadi (* 1995), kasachischer Eishockeyspieler
- Schestakow, Semjon Alexandrowitsch (1898–1943), russisch-sowjetischer Testpilot
- Schestakow, Wiktor Iwanowitsch (1907–1987), sowjetischer Mathematiker, Informatiker und Hochschullehrer
- Schestakow, Wladimir Saripsjanowitsch (* 1961), sowjetischer Judoka
- Schestalow, Juwan Nikolajewitsch (1937–2011), mansischer Schriftsteller
- Schesterikowa, Olga Alexandrowna (* 1990), russische Biathletin
- Schesternjow, Albert Alexejewitsch (1941–1994), sowjetischer Fußballspieler und -trainer
- Schesterow, Wolodymyr (* 1954), sowjetisch-ukrainischer Langstreckenläufer
- Schestjorkin, Igor Olegowitsch (* 1995), russischer Eishockeytorwart
- Schestkow, Igor (* 1956), russisch-deutscher Schriftsteller
- Schestoperow, Alexei Nikolajewitsch (1935–2011), russischer Schachspieler und -trainer
- Schestow, Leo Isaakowitsch (1866–1938), russischer Philosoph und SchriftstellerLeo Isaakowitsch Schestow (1866–1938)

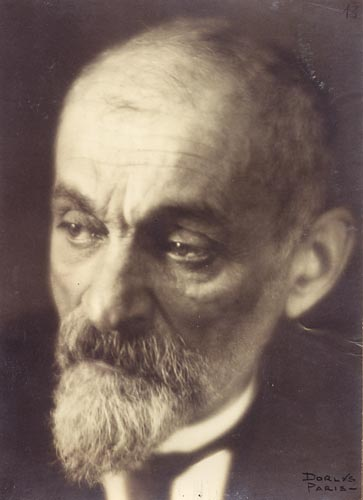
Leo Isaakowitsch Schestow (1866–1938)

- Schestowa, Xenija Iwanowna (1560–1631), Mutter des ersten russischen Romanow-Zaren Michail I.